# Traça (química)
En la química, s'anomena traça al component d'una mescla, quan el troben en proporcions molt petites. El que s'entén per concentració molt petita varia força depenent d'a què ens estem referint, però normalment, són sempre inferiors al 0,01%.
En bioquímica, un element traça és un element de la dieta que es necessita en quantitats molt petites per al correcte creixement, desenvolupament i fisiologia de l'organisme.
- Components majoritaris; proporció entre 10% i 100% (aproximadament)
- Components minoritaris; proporció entre 0,01% i 10% (aproximadament)
- Components traça; proporció inferior al 0,01% (aproximadament)
- Components ultratraça; proporció sensiblement inferior a la dels components traça.

També es pot classificar segons la concentració;
- Components traça; proporció de l'ordre de magnitud de les parts per bilió (ppb)
- Components ultratraça; proporció de l'ordre de les parts per trilió (ppt)